# Black Burn (Liddel Water)
Der Black Burn ist ein Wasserlauf in den Scottish Borders, Schottland. Er entsteht aus dem Zusammenfluss von Cauldwell Sike, Rough Gill, Long Gill und Hog Gill östlich des Cooms Fell und fließt in östlicher Richtung bis zu seiner Mündung in das Liddel Water nördlich von Newcastleton.